# Monaster Narodzenia Przenajświętszej Bogurodzicy w Zwierkach
Monaster Narodzenia Przenajświętszej Bogurodzicy – jeden z sześciu prawosławnych klasztorów żeńskich w Polsce. Znajduje się we wsi Zwierki, na terenie diecezji białostocko-gdańskiej Polskiego Autokefalicznego Kościoła Prawosławnego.
Przełożoną klasztoru jest ihumenia Anastazja (Charkiewicz). W 2022 r. w monasterze zamieszkiwało 31 sióstr (w tym 22 mniszki).

## Historia

### Okres carski
Monaster w Zwierkach jest kontynuatorem tradycji klasztoru w Krasnymstoku (obecnie Różanystok, wieś położona niedaleko Dąbrowy Białostockiej). Krasnostocki monaster został założony w 1901 przez ihumenię Helenę (Konowałową), byłą nowicjuszkę klasztoru w Leśnej. Dzięki trudowi sióstr na czele z ihumenią Heleną monaster w ciągu 15 lat istnienia bardzo się rozwinął, liczył w 1915 około 90 sióstr, które wybudowały cerkiew Zaśnięcia Bogurodzicy, założyły pensjonat dla dziewcząt przygotowujący pedagogów do szkół parafialnych, przytułek dla sierot, internaty, szpital, aptekę, dom pielgrzyma, stołówkę i wiele innych punktów pomocy. Wychowano tam około 600 dzieci. Całe gospodarstwo było doskonale utrzymane i wzorowo prowadzone.

### I wojna światowa
W wyniku działań wojennych krasnostocki monaster został ewakuowany w okolice Moskwy do pustelni św. Katarzyny, dokąd siostry zabrały cudowną Krasnostocką Ikonę Matki Bożej, pochodzącą z XVI w.
Po zajęciu przez Niemców Różanegostoku, w jednej z cerkwi urządzono stajnię i skład paszy dla koni. Zajęto wszystkie klasztorne budynki. W 1918 wycofujący się Niemcy przekazali wszystkie zajęte budynki klasztorne wraz z 36 hektarami ziemi Kościołowi rzymskokatolickiemu. W 1919 władze kościelne przekazały cały majątek salezjanom. Z uwagi na wojnę domową w Rosji, ihumenia Helena wraz z grupą sióstr, które wyszły cało z bolszewickiego przewrotu, wróciła w 1921 do Różanegostoku.

### Czas tułaczki
Po powrocie do Różanegostoku siostry żywiły nadzieję, że znajdą przytułek w wybudowanych przez nie cerkwiach i domach klasztornych. Tak się jednak nie stało. Salezjanie nie zgodzili się na pobyt sióstr i musiały one udać się do Grodna. Wspólnota nie miała stałego miejsca pobytu. Po opuszczeniu Grodna przebywała znów w Różanymstoku, następnie w Żyrowiczach i Połocku (w monasterze św. Eufrozyny Połockiej). Sytuacja taka trwała aż do 1993.

### Powołanie we Francji
Nową kartę w historii monasteru otwierają dwie nowicjuszki Anna Charkiewicz i Anna Dziemiach, które okres nowicjatu odbywały  w monasterze Opieki Matki Bożej we Francji, w miejscowości Bussy-en-Othe w Burgundii. Dwie polskie nowicjuszki uczyły się tam życia monastycznego, przygotowywały się do założenia w ojczystym kraju wspólnoty zakonnej, która będzie kontynuacją krasnostockiego monasteru. 7 października 1992, z inicjatywy arcybiskupa Sawy, ówczesnego ordynariusza białostocko-gdańskiego, dokonano postrzyżyn małej schimy nowicjuszek: Anny Charkiewicz z imieniem Anastazji i Anny Dziemiach z imieniem Atanazji.
Po powrocie do Polski młode mniszki zamieszkały przy soborze św. Mikołaja w Białymstoku pod duchową opieką arcybiskupa Sawy. Codziennie uczestniczyły we wszystkich nabożeństwach celebrowanych w soborze. Do ich obowiązków należało sprawowanie posługi przy relikwiach św. męczennika Gabriela.

### Reaktywacja monasteru
Dekretem arcybiskupa Sawy z 25 stycznia 1993 został otwarty Prawosławny Żeński Dom Zakonny Narodzenia Przenajświętszej Bogurodzicy, podlegający bezpośrednio ordynariuszowi białostocko-gdańskiemu. 7 maja 1993  arcybiskup Sawa wraz  z arcybiskupem grodzieńskim i wołkowyskim Walentym dokonali uroczystego poświęcenia i otwarcia żeńskiego Monasteru Narodzenia Przenajświętszej Bogurodzicy w nowo wzniesionym budynku przy cerkwi św. Proroka Eliasza w Białymstoku–Dojlidach, w którym wspólnota mieszkała do 2008. Przełożoną monasteru została ihumenia Anastazja (Charkiewicz).
28 kwietnia 1996 arcybiskup Sawa dokonał położenia kamienia węgielnego pod cerkiew św. Męczennika Gabriela we wsi Zwierki koło Zabłudowa, a 10 października 1999 nowy ordynariusz diecezji, biskup Jakub poświęcił krzyż na uwieńczonej kopułą cerkwi. Pierwszą liturgię w cerkwi odprawiono w 2003, w dzień święta męczennika Gabriela. Po nabożeństwie wmurowano akt erekcyjny pod budowę żeńskiego monasteru Narodzenia Przenajświętszej Bogurodzicy. 24 lipca 2003 z inicjatywy metropolity mińskiego i słuckiego Filareta, przekazano na rzecz monasteru jedną z kopii Krasnostockiej Ikony Matki Bożej (oryginalna ikona znajduje się w monasterze św. Eufrozyny w Połocku). W 2007 niedaleko cerkwi w Zwierkach, w pobliskim lesie postawiono krzyż upamiętniający miejsce pochówku św. Gabriela Męczennika w 1690. We wrześniu 2008 monaster Narodzenia Przenajświętszej Bogurodzicy został ostatecznie przeniesiony z Białegostoku do Zwierek, rodzinnej wsi św. Gabriela.
W budynku klasztornym istnieje kaplica domowa pod wezwaniem Narodzenia Bogurodzicy. Posiada rzeźbiony ikonostas, do którego ikony piszą siostry z pomocą ojca Romana z Rosji.
Jesienią 2009 bracia z monasterów w Jabłecznej i Supraślu pomogli w zagospodarowaniu terenu wokół zwierkowskiego monasteru. Zasadzono część lasu, ufundowanego przez Wojewódzki Fundusz Ochrony Środowiska i Gospodarki Wodnej w Białymstoku.
30 sierpnia 2010 dzięki staraniom Bazylego Piwnika i Marka Jakimiuka do klasztoru przywieziono ikonę Matki Bożej Pantanassa (cs. Wsiecaryca; pol. Królowa Wszystkiego) z Monasteru Watopedzkiego na Athosie.

## Współcześnie
Budowę cerkwi ukończono w 2012. Polichromię wewnątrz świątyni wykonali ikonografowie z Moskwy pod kierunkiem Władimira Szczerbinina. Cerkiew została konsekrowana 20 października 2012 przez metropolitę Sawę, arcybiskupa białostockiego i gdańskiego Jakuba, biskupa supraskiego Grzegorza oraz biskupa kineszemskiego i palechskiego Hilariona (z Rosyjskiego Kościoła Prawosławnego). W 2014 ukończono budowę wolnostojącej dzwonnicy przy cerkwi.
20 sierpnia 2016 monaster odwiedził patriarcha antiocheński Jan X, w sierpniu 2018 r. – metropolita całej Ameryki i Kanady Tichon, zwierzchnik Kościoła Prawosławnego w Ameryce, a 21 września 2018 r. – patriarcha aleksandryjski Teodor II.